# Tunnel Schuman
 (août 2025).
Si vous disposez d'ouvrages ou d'articles de référence ou si vous connaissez des sites web de qualité traitant du thème abordé ici, merci de compléter l'article en donnant les références utiles à sa vérifiabilité et en les liant à la section « Notes et références ».
Pour les articles homonymes, voir Schuman.
Le tunnel Schuman est un tunnel ferroviaire bruxellois d'une longueur de 970 m.
Il passe sous le boulevard Clovis, le square Ambiorix et le boulevard Charlemagne. 
C'est la ligne Infrabel à double voie 161 (Bruxelles - Namur) qui passe par ce tunnel. La vitesse dans le tunnel est limitée à 50 km/h.
Il est en grande partie réalisé en tranchée couverte.
L'entrée nord du tunnel est située juste en dessous de la gare de la chaussée de Louvain à Saint-Josse-ten-Noode.
À l'autre extrémité du tunnel se trouve la gare de Bruxelles-Schuman qui a ses quais dans le tunnel. 
Le tunnel passe à l'arrière du bâtiment européen du Berlaymont. En direction du nord, le tunnel Schuman est suivi du tunnel Deschanel puis du tunnel Josaphat.
Le tunnel a été nommé d'après Robert Schuman.

## Situation

### Situation géographique
- Entrée nord : 50° 51′ 02″ N, 4° 22′ 50″ E
- Entrée sud : 50° 50′ 34″ N, 4° 22′ 47″ E

## Histoire
À l'origine, une grande majorité de ce tunnel était en tranchée à ciel ouvert au centre du Boulevard Charlemagne et du Boulevard Clovis. Seuls les passages sous la gare de la chaussée de Louvain et le square Ambiorix étaient souterrains (ce dernier étant en tranchée couverte). La portion passant par le Boulevard Clovis fut couverte en premier avec de courtes sections à l'air libre pour évacuer les fumées.
Afin d'embellir les boulevards traversés et d'amoindrir les nuisances dues aux fumées des trains, la trachée du chemin de fer (qui était une tranchée étroite aux murs maçonnés), fut entièrement couverte entre la Rue de la Loi et la Chaussée de Louvain au début des années 1950. Seule une petite portion correspondant à l'actuelle gare de Bruxelles-Schuman était encore à ciel ouvert lors de la construction du bâtiment Berlaymont. Pour évacuer la fumée des locomotives à vapeur, puis diesel, des petits puits d'aération ont été ménagés tout au long du parcours ; à cette occasion, les anciens puits au milieu du Boulevard Clovis ont été remplacés par de petites cheminées.
Les murs en pierre de taille de l'ancienne tranchée ainsi que les cheminées d'aération sont toujours visibles depuis les trains qui l'empruntent ; en observant attentivement, il est possible de distinguer les puits d'aération et les passages voûtés sous les axes routiers.